# Startsprung

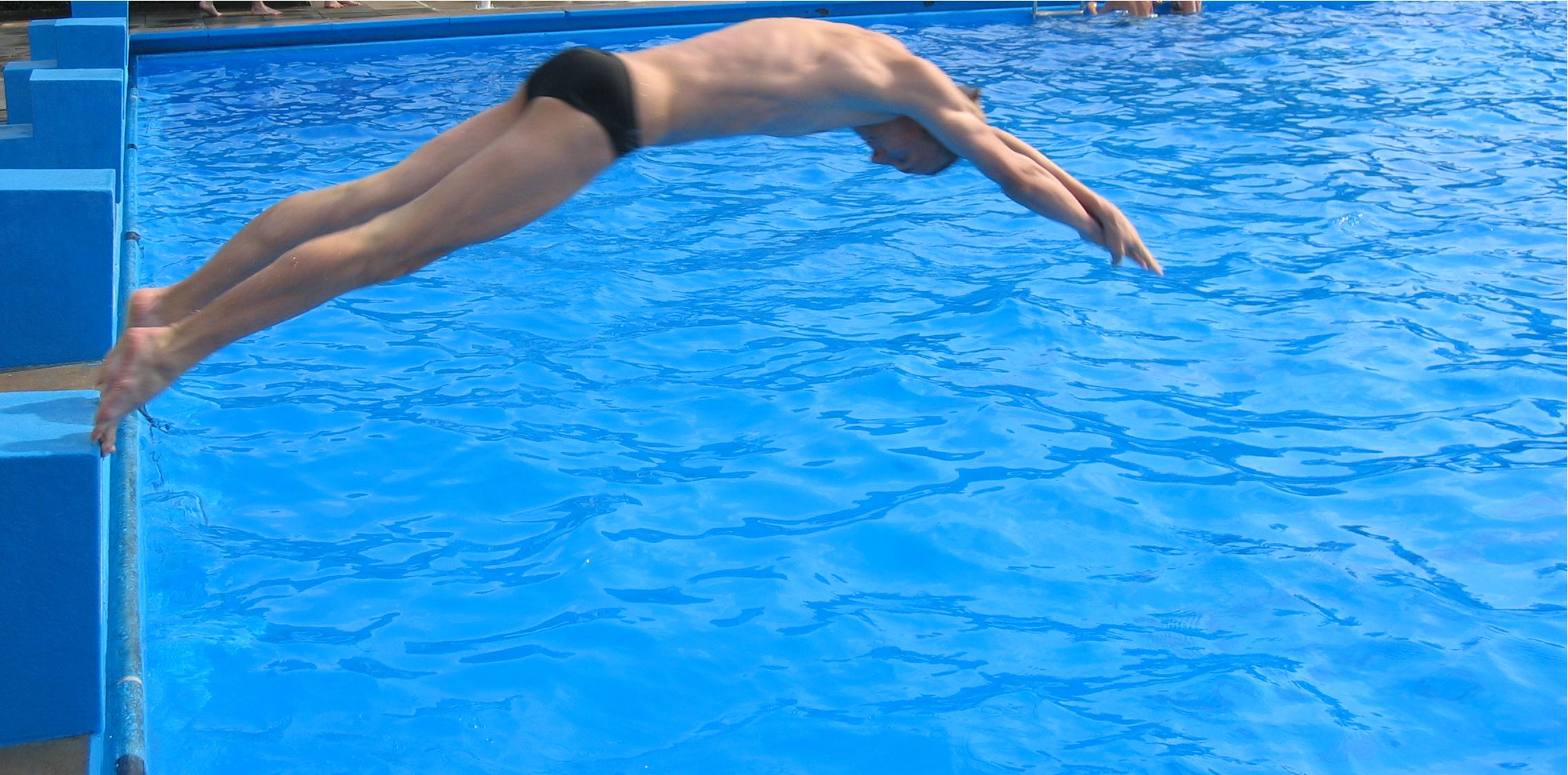
Ein Schwimmer beim Startsprung

Als Startsprung bezeichnet man im Schwimmsport den Sprung (in der Regel kopfwärts) von einem Startblock in das Wettkampfbecken. 
Für den Breitensport und das Erlernen des Schwimmens hat der Startsprung vor allem Bedeutung im Hinblick auf den Erwerb von Schwimmabzeichen. So ist der Startsprung zum Beispiel eine der Bedingungen für das Erlangen des deutschen Schwimmabzeichens in Gold.

## Startvorgang
In den Stilarten Freistil (Kraul), Schmetterling und Brust wird nach dem Startkommando vom Startblock aus ein Startsprung ausgeführt. Lediglich beim Rückenschwimmen befinden sich die Athleten bereits vor dem Start im Wasser. Bei Wettbewerben außerhalb eines Beckens (Freiwasserschwimmen) wird üblicherweise kein Startsprung durchgeführt.
Nach Aufforderung durch den Starter betreten die Athleten gemeinsam die Startblöcke (Startbrücke) oder begeben sich in das Wettkampfbecken. Beim Sprung von oben gibt es zwei Startvarianten: führt der Schwimmer einen Schrittstart aus, befindet sich ein Fuß an der Startblockkante, das andere Bein ist um etwa 90 Grad angewinkelt und steht weiter hinten auf dem Block. Beim Parallelstart stehen beide Füße an der Vorderkante, die Hände sind dazwischen. Beim Startsprung aus dem Wasser heraus hält sich der Sportler mit dem Gesicht zur Wand am Block fest, die Zehen befinden sich an der Wasserkante.
Beim Signal „Auf die Plätze“ spannen die Sportler auf dem Block ihren Körper an und ziehen sich am Block etwas nach hinten, um mehr Schwung für den Absprung zu haben. Beim Rückenstart zieht sich der Schwimmer ein Stück am Block empor, sodass Ober- und Unterschenkel einen Winkel von 90 Grad bilden. Dabei winkelt er die Arme an.
Nach dem Startsignal, das entweder elektronisch oder ein Pfeifenton ist, erfolgt der eigentliche Startsprung. Beim Start von oben drückt sich der Schwimmer mit den Füßen vom Block nach vorn ab und führt die Arme gleichzeitig in eine gestreckte Haltung, wobei sich der Kopf zwischen den Armen befindet. Anschließend werden auch die Beine nebeneinander gebracht und gestreckt, damit möglichst gerade und ohne viel Widerstand eingetaucht werden kann. Beim Rückenstart von unten springt der Athlet etwas nach oben, geht ins Hohlkreuz, nimmt den Kopf in den Nacken und bringt die Arme daneben zur Streckung. Ist er bereits mit dem Kopf wieder eingetaucht, streckt er die Beine und Fußspitzen. Beim Startsprung versuchen die Athleten, möglichst weit zu springen, dabei aber nicht zu tief einzutauchen, damit nicht zu viel Zeit und Energie beim Auftauchen verlorengeht.
Bei Staffelwettbewerben beginnen die Staffelschwimmer ihre Strecke nach Anschlagen des vor ihnen gestarteten Staffelteilnehmers mit dem Startsprung.

## Regeln
Ein Fehlstart (Start vor dem Startsignal) wird entweder durch Sensoren in den Startblöcken oder durch den Starter erkannt. Unterscheidet sich der Startzeitpunkt des Fehlstartenden sehr stark von denen der anderen Schwimmer, wird der Start wiederholt. In den meisten Wettbewerben werden die zu früh gestarteten Schwimmer sofort disqualifiziert. Vor allem im Kinder- und Jugendbereich gibt es jedoch auch die „Zwei-Start-Regel“, die einen zweiten Versuch nach einem Fehlstart möglich macht. Ist der Start nicht übermäßig verfrüht, kann der Sportler auch nach Beenden seines Laufes disqualifiziert werden. Ein Frühstart eines Staffelschwimmers führt zur Disqualifikation der gesamten Staffel.
Nach den offiziellen Regeln des internationalen Schwimmverbands FINA ist nach dem Start eine je nach Schwimmart unterschiedliche Tauchphase gestattet. So muss beim Brustschwimmen der Kopf des Schwimmers spätestens bei der zweiten Durchzugsbewegung der Arme nach hinten die Wasseroberfläche durchstoßen. Ebenfalls ist ein einziger Delphinschlag der Beine erlaubt. Beim Kraul-, Rücken- und Schmetterlingsschwimmen muss der Kopf nach 15 Metern die Wasseroberfläche durchbrechen. Bei diesen Schwimmstilen sind mehrere Delphinbeinschläge gestattet.

## Optimierungen
Wie alle Elemente und Bewegungsabläufe im Sport unterliegt auch der Startsprung ständigen Optimierungsversuchen, so sind viele Athleten dazu übergegangen, statt der parallelen Fußstellung auf dem Startblock den Schrittstart (ähnlich dem Start beim Kurzstreckenlauf in der Leichtathletik) auszuführen, um so beim Absprung eine höhere Dynamik und somit mehr Geschwindigkeit zu entwickeln. Die Wettkampfregeln lassen dies zu.